# Aeropedelloides altissimus
Aeropedelloides altissimus är en insektsart som beskrevs av Liu, Jupeng 1981. Aeropedelloides altissimus ingår i släktet Aeropedelloides och familjen gräshoppor. Inga underarter finns listade i Catalogue of Life.